# James Colescott
James Colescott (Terre Haute, 11 gennaio 1897 – Coral Gables, 12 gennaio 1950) è stato un attivista statunitense che sciolse nel 1944 i Cavalieri del Ku Klux Klan che rappresentavano la seconda ondata dell'originale Ku Klux Klan.
Il Klan perse interesse nei confronti dell'opinione pubblica negli anni trenta e si ritirò dall'attività politica. Il Grande Mago Hiram Wesley Evans vendette l'organizzazione nel 1939 a Colescott, un veterinario dell'Indiana, e al Dr. Samuel Green, un ostetrico di Atlanta, ma i due non riuscirono a fermare l'esodo dei membri.
La loro associazione con organizzazione che simpatizzavano con il nazismo, nel 1943 con il Detroit Race Riot ed altri sforzi compiuti per minare lo sforzo statunitense durante la seconda guerra mondiale migliorarono scarsamente l'immagine dell'organizzazione.
Nel 1944 l'Ufficio delle Tasse "IRS" (Internal Revenue Service) intraprese un'azione legale di 685 000$ per evasione fiscale nei confronti del Klan e Colescott fu costretto a sciogliere l'organizzazione.